# Pseudosciara muricata
Pseudosciara muricata är en tvåvingeart som först beskrevs av Franz Lengersdorf 1926.  Pseudosciara muricata ingår i släktet Pseudosciara och familjen sorgmyggor. Inga underarter finns listade i Catalogue of Life.